# Dänischer Staatsbankrott von 1813

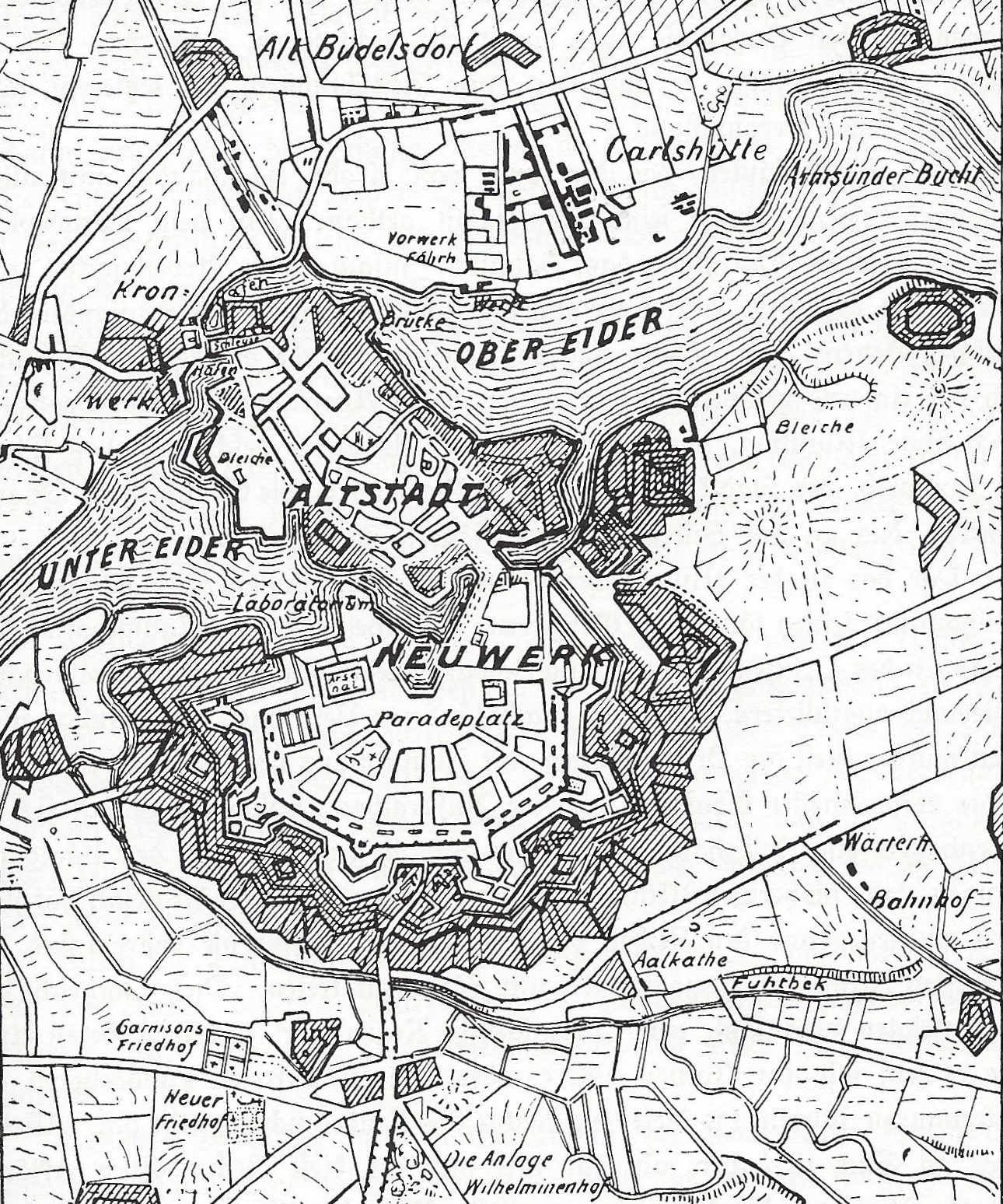
Die Festung Rendsburg war ein Brückenkopf in Herzogtum Holstein

Als Dänischer Staatsbankrott wird in der dänischen Währungsgeschichte die radikale Währungsreform vom 5. Januar 1813 bezeichnet, die den dänischen Gesamtstaat betraf. Neben bereits gegen Ende des 18. Jahrhunderts bestehenden staatlichen Haushalts- und Währungsschwierigkeiten wurde der dänische Staatsbankrott insbesondere von den Auswirkungen der Napoleonischen Kriege auf Dänemark verursacht. 
Die währungspolitischen Maßnahmen beinhalteten eine vom Staat verfügte Herabsetzung der Rückzahlungsverpflichtung von auf „Rigsdaler“ lautendem Papiergeld und entsprechender Staatsanleihen im Verhältnis 6:1 in der neuen Währung Rigsbankdaler. Zur Deckung der neuen Banknoten wurde eine Zwangssteuer von 6 % auf das Immobilienvermögen in Dänemark erhoben. Erst zu Beginn der 1830er Jahre konnten Papiergeld und Anleihen zum Nennwert in ausgemünzte Rigsbankdaler eingetauscht werden. Ein Rigsbankdaler hatte nur 5⁄8 des Gehalts an Feinsilber im Vergleich zum alten Rigsdaler.

## Vorgeschichte
Zu Beginn der Feldzüge Napoleons war Dänemark ein vergleichsweise wohlhabendes Land. Der Einflussbereich der dänischen Krone umfasste u. a. Norwegen, Island, Grönland, die Färöer, Schleswig und Holstein. Schon damals kursierten jedoch in großem Ausmaß Banknoten, für die keine Einlösungspflicht in Silbermünzen mehr bestand.
Während der Koalitionskriege versuchte die dänische Regierung zunächst, neutral zu bleiben, und verweigerte allen Kriegsparteien die Durchfahrt durch den Öresund. Dies wollte Großbritannien nicht hinnehmen; so kam es 1801 zur ersten Seeschlacht von Kopenhagen. Dänemark wurde vollständig geschlagen.
Bis 1807 war die dänische Flotte wieder aufgebaut, und Großbritannien befürchtete, Napoleon könnte sich mit Dänemark verbünden und dann auch die dänische Flotte gegen Großbritannien richten. Die Befürchtung war nicht unbegründet, da Napoleon mit Zar Alexander I. in einem geheimen Zusatzabkommen zum Frieden von Tilsit vereinbart hatte, Dänemark-Norwegen, Schweden und Portugal zum Beitritt zur Kontinentalsperre zu zwingen. In Dänemark selbst hegte man jedoch keine derartigen Bestrebungen. 
Großbritannien verlangte im Sommer 1807 von Dänemark, sich mit ihm zu verbünden. Als dies verweigert wurde, erfolgte vom 2. bis 5. September 1807 der zweite britische Angriff (Seeschlacht von Kopenhagen 1807). Daraufhin suchte Dänemark das Bündnis mit Napoleon, da es nun in Großbritannien die größte Gefahr sah und da der Versuch, neutral zu bleiben, erneut gescheitert war. Der Kieler Frieden am 14. Januar 1814 markierte für Dänemark den Abschluss der Napoleonkriege. Das Land fand sich auf der Verliererseite wieder und brauchte noch lange, um sich wirtschaftlich zu erholen.

## Währungsreform
Die Kriege belasteten die Wirtschaft speziell ab 1807 erheblich; auch die seit 1807 in Dänemark einquartierten Truppen Napoleons mussten versorgt werden. Selbst die 1810 eingeführte progressive Einkommensteuer war nicht in der Lage, das Haushaltsdefizit zu decken. In dieser Situation gab der dänische Staat zur Bezahlung seiner Verpflichtungen Banknoten und Schuldverschreibungen heraus, die auf vollwertiges Münzgeld in Rigsdaler courant lauteten. Der erhöhte, durch Sachwerte nicht gedeckte Geldumlauf führte zu einer Inflation von mehr als 100 %. Dänemark konnte seine Staatsschulden nicht mehr in vollwertigen Münzen bedienen. Finanzminister Ernst Heinrich von Schimmelmann gelang es nicht lange, dem entgegenzusteuern.
Schließlich wurde am 5. Januar 1813 eine Währungsreform durchgeführt und das alte Rigsdaler-„Kurantgeld“ durch eine neue Währung der – neu gegründeten – Rigsbank ersetzt. Papiergeld und Staatsanleihen wurden im Verhältnis 6:1 auf die neue Währung Rigsbankdaler umgestellt. Offiziell wurde von dänischer Seite das Wort Bankrott strikt vermieden. De facto hatte jedoch ein Staatsbankrott stattgefunden: Ein Staatsbankrott ist derjenige Zustand der Staatswirtschaft, bei welchem der Staat, sei es mit, sei es ohne ausdrückliche Erklärung, seine Schuldverbindlichkeiten nicht erfüllt oder sich Einnahmen verschafft, welche mit der Verfassung oder doch mit einer gesunden Finanzverwaltung im Widerspruch stehen. Genau dies traf hier zu. Eine Währungsumstellung im Verhältnis 6:1 bedeutet bei den heute üblichen, durch einen Metallwert nicht gedeckten Fiat-Währung als solches keinen Staatsbankrott. Den ausgegebenen Scheidemünzen, Banknoten und Schuldverschreibungen liegt ja kein Einlösungsanspruch in vollwertigem Münzgeld (=Edelmetall) zu Grunde. Alle Schuldverhältnisse, Preise und Geldstücke werden einfach umgestellt, ohne dass sich an den Eigentumsverhältnissen substantiell etwas ändert. Dies ist jedoch bei einer Edelmetall-gedeckten Währung anders: Der dänische Staat honorierte ein Auszahlungsversprechen über 1 Rigsdaler (~ 26 g Silber) nur noch mit gut 2,6 g Silber: Eine Rigsbankdaler-Münze hatte nur 10,5 % der Menge an Feinsilber, wie 6 alte Rigsdaler-Münzen. 
Die Rigsbankdaler existierten zunächst nur als Banknoten und als Rechnungsgröße. Auch den neuen Banknoten stand zunächst kein nennenswerter Silberbestand gegenüber. Die neue Währung genoss daher anfänglich kein Vertrauen. Der Schwarzhandel mit anderen Bezahlungsmitteln florierte. Tatsächlich sollte die neue Währung gedeckt werden durch eine Zwangssteuer von sechs Prozent auf jeglichen Immobilienbesitz in Dänemark. Diese Steuer war sofort in Silber zu begleichen. Wer dies nicht konnte, musste mit der Zwangsversteigerung seines Eigentums rechnen. Die Einnahmen gingen an die Rigsbank, um mittelfristig eine reale Silberdeckung für die neue Währung aufzubauen.
Die Bemühungen, den Kurs von auf Rigsbankdaler herausgegebenen Banknoten zu stabilisieren, waren lange Zeit nur mäßig erfolgreich. So betrug das Disagio auf die Banknoten im September 1813 91 % im Vergleich zu vollwertigen Silbermünzen. Der Kurs schwankte insgesamt stark. Der Finanzminister trat infolgedessen zurück.

## Auswirkungen in Schleswig-Holstein
Im Jahre 1813 waren die Herzogtümer Schleswig und Holstein sowie Norwegen Teile des dänischen Gesamtstaates und waren daher ebenfalls vom dänischen Staatsbankrott betroffen.
Die eigene schleswig-holsteinische Währung, das schleswig-holsteinische Courantgeld, war von den Währungswirren um dem Rigsdaler Courant zunächst nicht betroffen. Gleichzeitig mit dem faktischen dänischen Staatsbankrott wurden am 5. Januar 1813 jedoch alle Banken in Schleswig und Holstein auf Anweisung geschlossen. Das Courantgeld wurde offiziell außer Wert gesetzt und als Währung die neuen Rigsbankdaler eingeführt. Die ausgegebenen schleswig-holsteinischen Banknoten waren zwar prinzipiell durch eigene, in Altona lagernde Bestände von silbernen Speciestalern gedeckt. Im Vorfeld des Staatsbankrotts hatte die dänische Regierung die Silberbestände jedoch von Altona in die dänische Regierungsfestung in Rendsburg und damit unter unmittelbare Kontrolle bringen lassen. Der Wert der Banknoten brach daher sofort ein.
Wie im dänischen Kernland wurde eine sofort fällige, sechsprozentige Immobiliensteuer erhoben, die in Silbermünzen zu begleichen war. Als Folge flossen die offiziell außer Kurs gesetzten Silbermünzen des schleswig-holsteinischen Courantgeldes an die neue dänische Reichsbank. Für Unmut unter der Bevölkerung über die dänische Herrschaft sorgte die Härte, mit der die Steuer – im Gegensatz zum Kernstaat – von der Bevölkerung einschließlich der Bauern eingetrieben wurde. Während den dänischen Bauern ein großer Teil der Steuer erlassen wurde, mussten die Herzogtümer Schleswig und Holstein 5 Millionen Rigsbankdaler zusätzlich aufbringen.
Da die Bevölkerung die Rechnung im hergebrachten schleswig-holsteinischen Courantgeld bevorzugte, ließ die dänische Regierung den Courantwert ab 1841 auf Rigsbankmünzen zusätzlich angeben.